# Gliese 667 Cg
Gliese 667C g es un exoplaneta supertierra descubierto en el 2013,  que orbita la estrella Gliese 667 C a 23,6 años luz, la cual forma parte de un sistema de tres estrellas llamado Gliese 667. Posee una masa aproximada de entre 4,6 y 5,3 veces la masa de la Tierra, y un radio de 1,9 veces el de la Tierra. Se trata de un planeta helado con una media de -116 °C asumiendo una atmósfera como en la Tierra, estando fuera de la zona de habitabilidad de su estrella, con un índice de similitud con la Tierra del 32,7 %.